# ماكس بورن
ماكس بورن (بالألمانية: Max Born) (11 ديسمبر 1882–5 يناير 1970) فيزيائيًّا وعالم رياضيات يهوديًا ألمانيًا، وله الدور الرئيسي في تطوير ميكانيكا الكم. قدم أيضًا إسهامات في فيزياء الجوامد والبصريات وأشرف على عمل عدد من الفيزيائيين البارزين في عشرينيات وثلاثينيات القرن العشرين. حصل بورن سنة 1954 على جائزة نوبل في الفيزياء بفضل «بحثه الجوهري في ميكانيكا الكم، خصوصًا التفسير الإحصائي للدالة الموجية».
دخل بورن إلى جامعة غوتينغن عام 1904، والتقى هناك بعلماء الرياضيات البارزين الثلاثة: فيليكس كلاين وديفيد هيلبرت وهيرمان مينكوفسكي. كتب أطروحة الدكتوراه خاصته حول موضوع «استقرار منحني المرونة في المستوي والفراغ (الفضاء)»، حاز بفضلها على جائزة كلية الفلسفة السنوية لجامعة غوتينغن. في عام 1905، بدأ بحثه بالنسبية الخاصة مع مينكوفسكي، وكتب بعدها أطروحته لشهادة التأهل للأستاذية حول نموذج طومسون للذرة. قادت صدفة لقائه بفريتز هابر في برلين عام 1918 إلى نقاش حول السلوك الذي يتشكل فيه المركب الأيوني عندما يتفاعل معدن مع الهالوجين، الذي يُعرف اليوم باسم دورة بورن-هابر.
في الحرب العالمية الأولى، بعد وضعه كعامل في الراديو، نُقل إلى أعمال بحثية تتعلق بتقدير المدى الصوتي بفضل معرفته المتخصصة بهذا المجال. في عام 1921، عاد بورن إلى غوتينغن، أعدّ منصبًا آخر ليتولاه صديقه وزميله جيمس فرانك. بفضل بورن، أصبحت غوتينغن واحدة من أهم المراكز في الفيزياء. في عام 1925، صاغ  بورن وفيرنر هايزنبيرغ ميكانيكا المصفوفة. في السنة التالية، وضع التفسير المعياري الحالي لدالة الكثافة الحتمية لـ ψ*ψ في معادلة شرودنجر، التي حاز بفضلها على جائزة نوبل عام 1954. امتد تأثيره إلى ما هو أبعد من بحثه. ماكس دلبروك، وسيفغريد فلوج، وفريدريش هوند، وباسكوال جوردان، وماريا غوبرتماير، ولوثار ولفغانغنوردهايم، وروبرت أوبنهايمر وفيكتور ويسكوبف، تلقوا جميعهم درجة الدكتوراه تحت إشراف بورن في جامعة غوتينغن، وكان من بين مساعديه: إنريكو فيرمي، ووفرنرهايزنبرغ، وغيرهارد هيرتسبيرغ، فريدريك هاند، وباسكوال جوردان، وفولفغانغ باولي، وليون روزنفيلد، وإدوارد تيلر ويوجين ويغنر.

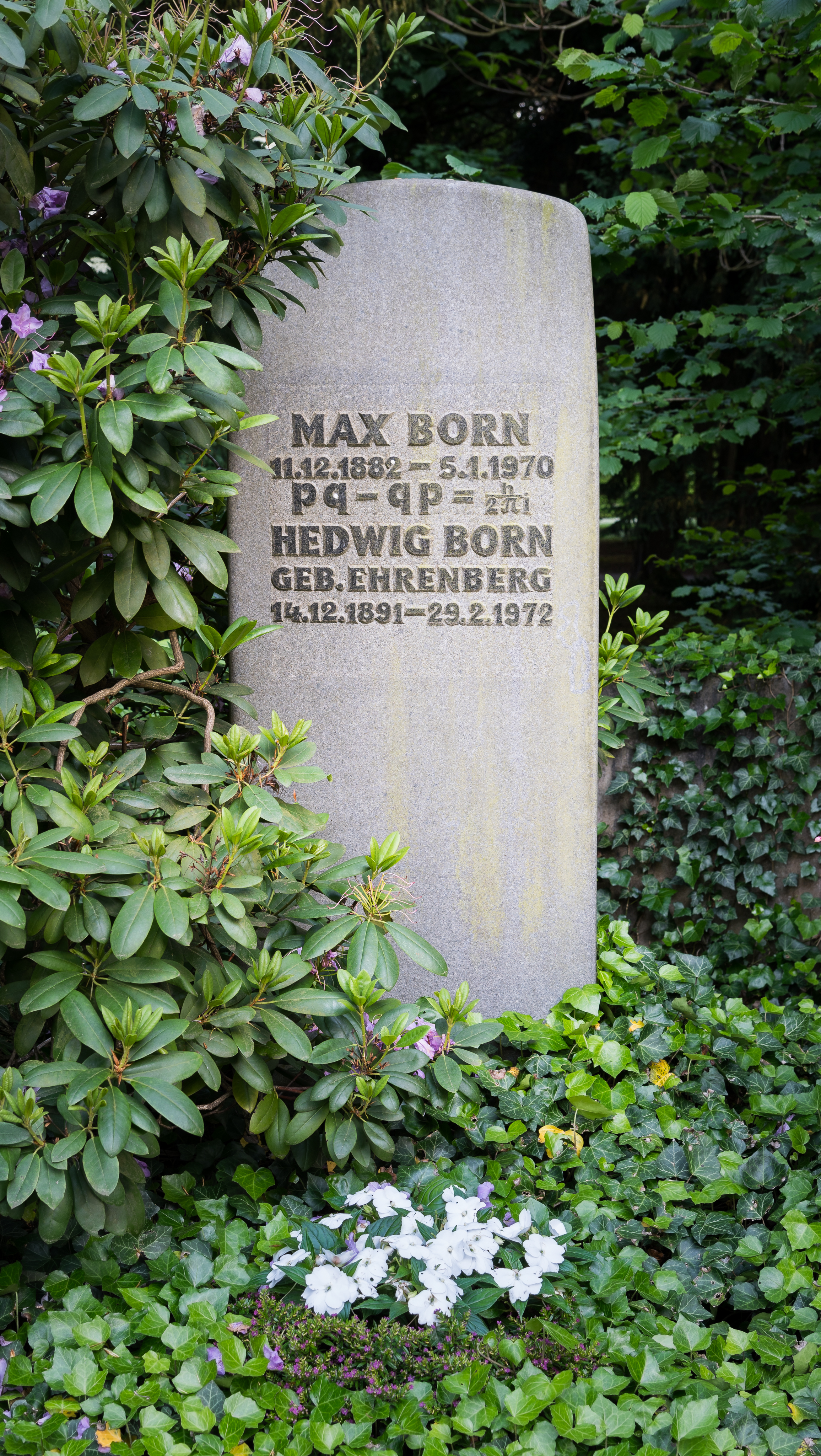
قبر بورن في غوتنغن منقوش بعلاقة التبديل الكنسي ، التي وضعها على أساس رياضي صلب.

في شهر يناير من عام 1933، جاء الحزب النازي إلى السلطة في ألمانيا، وعُلّقت أستاذية بورن، الذي كان يهوديًا، وفُصل من جامعة غوتينغن. هاجر إلى المملكة المتحدة، وأخذ هناك عملًا في كلية سانت جونز (كامبريدج)، وكتب كتابًا علميًا مشهورًا، الكون الذي لا يهدأ، و الفيزياء الذرية أيضًا، التي أصبحت بعد وقت قصير مرجعًا معياريًا. في شهر أكتوبر عام 1936، حاز على أستاذية تيت في الفلسفة الطبيعية في جامعة إدنبرة، إذ عمل مع مساعديَه ألمانيّا المولد إي. والتر كيليرمان وكلاوس فوكس، واستمر ببحثه في الفيزياء. أصبح بورن من الرعايا البريطانيين في 31 أغسطس عام 1939، قبل يوم واحد من اندلاع الحرب العالمية الثانية في أوروبا. بقي في إدنبرة حتى عام 1952. اعتزل في باد بيرمونت، في ألمانيا الغربية، وتوفي في مشفى في غوتينغن في 5 يناير عام 1970.

## سيرته المهنية

### برلين وفرانكفورت
استقر بورن وهو أكاديمي شاب في غوتينغن كأستاذ مشارك. في عام 1912، قابل بورن هيدفيغ إهرنبرغ، ابنة أستاذ حقوق في جامعة لايبزغ، وصديقة إيريس ابنة كارل رانج. كانت لها أصول يهودية من جهة والدها، على الرغم من أنه أصبح لوثريًا ممارسًا عندما تزوج، كما فعلت أخت ماكس كاثي. رغم أنه لم يمارس معتقداته الدينية أبدًا، رفض بورن أن يغير دينه، وتزوج في 2 أغسطس عام 1913 . على أي حال، عُمّد على الطريقة اللوثرية في آذار عام 1914 من قِبل نفس القس الذي أدى مراسم زواجه. اعتبر بورن «الوظائف الدينية والكنائس أمرًا ليس ذا أهمية». كان جزء من قراره بالتعميد مراعاة لزوجته، والجزء الآخر لرغبته بالاندماج في المجتمع الألماني. أنتج زواجه ثلاثة أولاد: ابنتين، إيرين، ولدت عام 1914، ومارغريت، ولدت عام 1915، وابن، غوستاف، ولد عام 1921. خلال زواجه، كان على صلة بالحقوقيين فيكتور إهرنبرغ، حماه، ورودولف فون جيرينغ، جد زوجته من جهة أمها، وهانز إرينبرغ أيضًا.
بنهاية عام 1913، نشر بورن 27 ورقة بحثية، من ضمنها بحث مهم حول النسبية وديناميكا مشابك الكريستال (مع ثيودور فون كارمان)، الذي أصبح كتابًا فيما بعد. في عام 1914، تلقى رسالة من ماكس بلانك يشرح فيها بأنه أُنشئَ منصب أستاذ مُكلّف جديد للفيزياء النظرية في جامعة برلين. عُرض المنصب على ماكس فون لاوي، لكنه رفضه. وقبله بورن. كانت الحرب العالمية الثانية مشتعلة. عاجلًا بعد وصوله إلى برلين عام 1915، جُنّد في وحدة الإشارات في الجيش. في أكتوبر، انضم إلى منظمة التنمية والبحث المدفعي المقامة في برلين والخاصة بالجيش، تحت قيادة رودولف لادينبرغ، الذي أسس وحدة خاصة تهتم بالتكنولوجيا الجديدة لتحديد امتداد الصوت. في برلين شكل بورن صداقة عميقة مع آينشتاين، الذي أصبح يزور منزل بورن باستمرار. خلال أيام الهدنة في نوفمبر عام 1918، جعل بلانك الجيش يُسرّح بورن.
وقبل أن يأخذ بورن المنصب في برلين، غير فون لاوي رأيه، وقرر أنه يريده. نظّم الأمر مع بورن والكليات المعنية بهم لتبادل الأعمال. في أبريل عام 1919، أصبح بورن أستاذًا مُحاضرًا ومدير معهد الفيزياء النظرية في كلية العلوم في جامعة غوته في فرانكفورت. بينما هو هناك، تواصل مع جامعة غوتينغن، التي كانت تبحث عن بديل لبيتر ديباي كمدير لمعهد الفيزياء. نصحه آينشتاين «بالفيزياء النظرية»، «سيزدهر المكان أينما حللت؛ ليس هنالك بورن آخر في ألمانيا اليوم». في خلال مفاوضات لمنصبٍ مع وزارة التعليم، رتب بورن لصديقه القريب وزميله جيمس فرانك كرسيًا آخر، للفيزياء التجريبية، في غوتينغن.

### غوتينغن
في السنوات الاثنتي عشرة التي كان فيها بورن وفرانك في غوتينغن، من عام 1921 إلى عام 1933، كان لبورن مُعاونًا شاركه الرؤى حول المفاهيم العلمية الأساسية وأعطى منفعة للتدريس والبحث. كان نهج بورن التعاوني مع علماء الفيزياء التجريبية مشابهًا لنهج أرنولد سومرفيلد في جامعة ميونخ، الذي كان أستاذًا مُكلّفًا في مجال الفيزياء النظرية ومدير معهد الفيزياء النظرية وأيضًا المحرك الرئيسي في تنمية النظرية الكمومية. تعاون بورن وسومرفيلد مع علماء الفيزياء التجريبية لاختبار وتطوير نظرياتهم. في عام 1922، حين كان يُحاضر في الولايات المتحدة في جامعة ويسكونسن-ماديسون، أرسل سومرفيلد طالبه فيرنر هايزنبيرغ ليكون مُساعد بورن. عاد هايزنبيرغ إلى غوتينغن عام 1923، إذ أكمل تأهيله تحت إشراف بورن عام 1924، وأصبح أستاذًا مشاركًا في غوتينغن.
في عام 1919 و1920 لم يرضَ ماكس بورن عن العدد الكبير من الاعتراضات على نسبية آينشتاين وألقى خطابات في شتاء عام 1919 داعمة لآينشتاين. تلقى بورن المال لخطاباته حول النسبية والتي ساعدت في المصاريف خلال سنة التضخم المتسارع. أصبحت هذه الخطابات باللغة الألمانية عبارة عن كتاب نُشر عام 1920 أورد فيه آينشتاين البراهين قبل نشرها. نُشرت نسخة ثالثة عام 1922 ونُشرت ترجمة إنكليزية له عام 1924. مثّل بورن سرعة الضوء كدالة انحناء، «سرعة الضوء هي أكبر في بعض اتجاهات شعاعه من قيمته العادية سي - c، ويمكن لأجسام أخرى أيضًا أن تحقق سرعات أكبر بكثير».

## روابط خارجية
- ماكس بورن على موقع الموسوعة البريطانية (الإنجليزية)
- ماكس بورن على موقع مونزينجر (الألمانية)
- ماكس بورن على موقع ميوزك برينز (الإنجليزية)
- ماكس بورن على موقع إن إن دي بي (الإنجليزية)